# Zlatko Arambašić
Pour les articles homonymes, voir Arambašić.
Zlatko Arambasic, né le 20 septembre 1969 à Split (Yougoslavie), est un footballeur international australien qui jouait au poste d'attaquant.

## Biographie
Révélé dans le club australien de Blacktown City FC (en), appelé en équipe nationale des moins de 20 ans en 1989 et en sélection A pour un match non officiel en janvier 1990, Arambasic émigre en Europe en 1990. 
En trois saisons au FC Malines, en Belgique, entrecoupées d'un prêt au Sydney Olympic, il dispute 18 matchs en championnat, pour trois buts. Il dispute la finale de la Coupe de Belgique 1991-1992, perdue aux tirs au but. Il est sélectionné ensuite pour les Jeux olympiques de Barcelone, dont il joue 4 matchs (son équipe atteint les demi-finales) pour un but. 
Il signe alors au FC Metz, en championnat de France de D1, où il fait quatre apparitions sans marquer. En 1995 il repart en Belgique, en deuxième division, au KV Ostende puis au Beerschot VAC. Il part début 1997 aux Pays-Bas, au NAC Breda, puis la saison suivante au RBC Roosendaal. En 1998-1999 il joue une nouvelle saison au FC Malines, en D2 belge.
En 1999, il rentre dans son pays : Sydney Olympic, Sydney United (le club des Croates d'Australie) puis Parramatta Power (en), en NSL, et deux dernières en NSWPL à l'APIA Leichhardt.
Entre 2004 et 2006, il est l'entraîneur de Sydney United.